# Roger Helmer
Roger Helmer (født 25. januar 1944) er siden 1999 britisk medlem af Europa-Parlamentet, valgt for Konservative Parti (UK), men er i 2012 skiftet til UK Independence Party (indgår i parlamentsgruppen Europa for frihed og demokrati).